# そこが知りたい
『そこが知りたい』（そこがしりたい）は、TBS系列で1982年から1997年まで約15年間にわたり放送されたテレビ番組である。愛称は「そこ知り」。
一部の系列では、レストラン情報などを扱ったローカル版が制作されており、現在でも放送されている系列局が存在する。

## 概要
「世間で起きている事件やトラブルを報道とは違う視点でリポートし、見せていく」というものが、そもそものコンセプトで、もともと硬派な情報番組として立ち上がった。このコンセプトは同局を経て2021年4月以降はBS-TBSで現在も放送されており、当番組2代目司会者の森本毅郎が総合司会を務めている『噂の!東京マガジン』の1コーナー「噂の現場」に受け継がれている。
もともと、この番組はゴールデン・プライム時間帯の中で唯一設けられたいわゆる「ネットの縛り」の対象外で各局が独自に編成して良い時間帯である「自主編成時間帯」であったため、JNN系列局があった地域でも毎週ネットされる局、月1回 - 2回は自主制作番組に差し替えられる局、まったくネットされずに自主制作番組や他系列番組に差し替えられる局、中には枠の穴埋めなどで不定期的に週末の昼間帯などで放映する局などが存在していた。この「自主編成時間帯」はその後、次番組『見ればなっとく!」の放送期間中に木曜19時台に移動し、2009年春の『総力報道!THE NEWS』開始に伴う大改編後は水曜20時台へ、1年後には水曜19時台に繰り上がり、2012年10月からは19時 - 21時台が該当となっている。
1985年の大晦日には、直前の番組「毎度おさわがせします」の通常放送とあわせて、拡大版ながら通常通り放送された。レギュラー番組の通常放送は当時の大晦日としては異例であった。
2008年12月21日（日曜日）に『そこが知りたい2008』という本番組の復活特番が19:00 - 20:54（JST）にハイビジョン制作で放送された。「自主編成時間帯」だったレギュラー放送時とは異なり、全編ネットワークセールス（JNN全系列局同時ネット）での放送となり、内容は「路線バスの旅」であった。
BS-TBSでは2012年10月から、当番組の企画を継承した『それがしりたい 〜ニッポンおもしろいネ〜』を1年間にわたって放送。初回（2012年10月1日）には、「ぶっつけ本番!ローカル線バスの旅〜初秋の北信州をゆく〜」というタイトルで2時間のスペシャル版が編成された。
『総力報道!THE NEWS』から2代後の番組に当たる『Nスタ』では、世界の現状を取り上げた『○○（世界の国名）そこが知りたい』という企画を2013年10月から不定期で放送。2020年9月以降は、『ここが知りたい』というコーナーを関東ローカルパート（18時台）に設けたうえで、生活情報に関する密着ロケ企画やスタジオでの解説企画などを編成している。

## 歴代司会者
- 1982年5月 - 1987年9月：荻昌弘[注 1]
- 1987年10月 - 1993年9月：山本文郎（当時TBSアナウンサー）[注 2]→森本毅郎、前田武彦
- 1993年10月 - 1997年9月：森本毅郎、渡辺真理（当時TBSアナウンサー）

## 放送データ
- 1982年5月4日に放送開始。1997年9月9日に放送終了（一部地域では遅れネット）。全725回放送。
- 視聴率というテーマで視聴率測定器の仕組みについて放送したところ、視聴率測定器を持っている家庭が番組を見たため視聴率が急上昇したとのエピソードが残されている[注 3]。

### 主なシリーズ企画

#### 日本全国各駅停車路線バスの旅
実際の放映では「各駅停車路線バスの旅」と表記される。『路線バスの旅』番組の元祖である。
この企画のコンセプトは、「そこにはいったいどんな日本が、どんな人々に出会うことができるのか？無事にたどり着ける事ができるのか？+α」（+α＝最も素朴な旅を試み続ける）。
企画当初は自家用車の普及が進んだモータリゼーションの時代で、路線バスは交通渋滞の邪魔者扱いを受けていた。しかしその一方で、路線バスを身近に利用する地域の人々がいるという観点から生まれた企画である。
バス路線に沿った旅程を組んで番組が進行するが、路線バスが運行されていない地域や、歴史ある民家や美しい風景、お祭りなどのイベントなどがあれば途中下車して、当初予定したルートから逸れることもある。
「路線バスの旅」ではあるが、高速バスやバス以外の交通手段を使わざるを得ない場合も発生する。基本的に東京を出発起点としているため、たとえば東北縦断編では東京〜郡山間を東北急行バス（高速バス）で、九州縦断編では東京〜広島間を「ニューブリーズ号」（夜行高速バス）で、沖縄本島一周編では東京〜那覇間を飛行機で、湘南編では東京〜八王子間を深夜急行バス（西東京バス）で、それぞれ移動している。
本シリーズの記念すべき第1回は、東京都中央区晴海の晴海埠頭から、石川県の能登半島までを目指す「日本横断」編である。
これを皮切りに不定期ながらシリーズ化され人気番組となった。特に初代リポーターを務めた、生島ヒロシ・薬袋美穂子・服部幸應の3人は、このシリーズ出演を機に全国的な知名度を築きあげた。
3人のリポーターが地域の人々の人情を引き出すことにたけており、そこにスポットを当てたため視聴者の心をつかんだ。放映当時（毎週火曜日午後10時放送）は、平均視聴率15%を越える人気を誇った。そのスタイルを歴代のリポーターたちが引き継いでいくことになる。
全行程終了時には、当該データ（走行距離、通過バス停、乗車バス台数、1人分の運賃等）が表記されたが、後期には省略されている。シリーズ通しで「あなたもバスの旅にでかけてみませんか」（最初期は手書き風、中期以降は斜体の明朝体）とテロップが表示された。
- 関連書籍『日本全国各駅停車路線バスの旅』

関連書籍として『日本全国各駅停車路線バスの旅』の書名で、1986年に第1集、翌1987年に続編の第2集が二見書房から発行された。現在はいずれも絶版となっている。テレビ未放映のオフショットやエピソードなどが収録されている。
| 巻数  | 発売       | ISBN                |
| ----- | ---------- | ------------------- |
| 第1集 | 1986年8月  | ISBN 978-4576860848 |
| 第2集 | 1987年10月 | ISBN 978-4576871295 |

- 「各駅停車路線バスの旅」の音楽

視聴者から問い合わせの多かった「各駅停車路線バスの旅」のBGMは、主に宮城県出身の姫神（姫神せんせいしょん・星吉昭）の曲が使用された。
発売元はポニーキャニオン。初発はレコード盤だが、企画が始まる1985年からCD化された。CD番号は以下のとおり。当時の再発盤「姫神大全集」（PCCR-00091〜）にも収録。
- 曲名：「蛍」（アルバム「奥の細道」収録　D32R0023　1981年発売）
- 曲名：「うたげ」「鳥のごとく」（アルバム「姫神伝説」収録　D32R0026　1983年発売）

「蛍」は1994年発売のアルバム「姫神-BESTII-遠い風」にも収録。iTunesでも有料ダウンロードできる。
姫神の曲以外にも、村松健、松任谷由実、イルカ、小林旭、宮崎駿のスタジオジブリ作品（『魔女の宅急便』サントラ）など、時代に合わせてさまざまな曲が使用された。
2008年放送のスペシャル復活版「そこが知りたい2008」のBGMは、中西俊博のアルバムから採用され、姫神の音源は使用されなかった。また番組の内容的にも当時の面影は薄く、企画コンセプトは継承されなかった。
- リポーターグループ
  - 初代 - 生島ヒロシ、服部幸應、薬袋美穂子
  - 2代目 - 鈴木正幸、美坂哲男（温泉紀行作家）、薬袋美穂子
  - 3代目 - ミスターちん、レオナルド熊（コント・レオナルド）、柏木美保（1994年11月20日放映分）
  - 4代目 - ミスターちん、アニマル浜口、長尾美佳代
  - 5代目 - ミスターちん、内山田洋（内山田洋とクール・ファイブ）、近江七恵
  - 6代目 - ミスターちん、倉嶋厚（元NHK天気キャスター）、近江七恵
  - 7代目 - おりも政夫、斉藤満喜子（元おニャン子クラブ ）

- 「そこが知りたい2008」のリポーターグループ
  - 甲州道〜伊豆半島 - 地井武男、杉田かおる、肥後克広
  - 京都 - 半田健人、藤田憲子、小原正子　
  - 青森 - デビット伊東、金子貴俊、車だん吉

- 主なテーマ路線
  - 日本横断、奥の細道、東海道、中山道、九州縦断、関東平野（国道16号）、神田川、三浦半島（品川駅〜横浜〜横須賀〜三浦市）、伊豆半島、隅田川、房総半島、東京100キロ圏、東北縦断、下北半島、祭り街道、瀬戸内海一周、信濃路（新宿駅〜松本〜長野〜直江津）、三国街道、青梅街道（新宿駅〜青梅〜丹波山村〜塩山）、沖縄本島一周、北海道、紀伊半島、湘南、たけし城発小田原行（特別企画）、甲斐路・富士山、など。

#### 通勤線途中下車の旅
首都圏中心の鉄道途中下車の旅。コーナー最後にはさいたまんぞうの歌「東京カントリーナイト」が流れた。
番組初期はJR東日本の路線ばかりを取材していたが、1989年からは私鉄各社の取材も行われるようになる。以降しばらくは私鉄の取材が多かったが、末期はJR・私鉄半々程度の割合となった。
私鉄編第1回は、1989年2月14日放送（関東ローカル基準）の小田急小田原線（新宿〜町田）であった。
路線バスの旅シリーズと同様に、この企画もその後他局に模倣されることとなり、特に日本テレビでは独立したひとつの番組（『ぶらり途中下車の旅』）として現在まで放送されている。当コーナー出演者で『ぶらり途中下車の旅』に出演した者は現在のところいない。
- リポーター
  - 渡辺文雄、宇江佐りえ、児玉清、前田武彦、高見知佳

- 主なテーマ路線
  - 山手線、京浜東北線、中央線（東京〜国分寺）、総武線（千葉〜御茶ノ水）、常磐線（上野〜土浦）、南武線、横須賀線、東海道本線（東京〜小田原）、青梅線、小田急小田原線、小田急江ノ島線、東武東上線（下板橋〜川越）、東武伊勢崎線（浅草〜東武動物公園）、京急線、 西武新宿線、西武池袋線、京成本線、京王線、京王井の頭線、東急東横線

#### うわさの○○ですよ
新宿、渋谷、池袋など、ひとつの街を重点的にリポートした。内容は飲食店、路地裏、人間模様など多岐にわたっていた。新宿を特集した際、取材中に自殺事件の現場に遭遇したこともあった。

## その他リポーター
- 高見知佳（番組末期のみ[注 4]）
- 兵藤ゆき
- 桂菊丸
- 車だん吉
- 宮尾すすむ
- 荒川強啓
- 益子直美
- 小室等（都電荒川線特集のみ）
- 小林聡美（都電荒川線特集のみ）

## ナレーター
- 近石真介
- 大沢悠里（通勤線途中下車の旅シリーズ等を担当）
- 若山弦蔵（各駅停車路線バスの旅シリーズ等を担当）
- 佐藤慶

## スタッフ

### 初期
オープニング：緑のテロップ、番組オリジナルテーマ曲。テロップは白抜き黄色や、「知」のみ白抜きの水色背景文字なども存在
- 製作：篠崎敏男
- プロデューサー：市川美根
- ディレクター：酒井孝康、筒井一夫、笠原明彦、渡部鋭二、鈴木浩二、富田淳
- 構成：石倉俊文
- 編集：中山政仁、平沢和孝、佐藤尚武、小原雅之
- 美術：金子俊彦
- 照明：渡貫隆雄
- 音声：中村勇二
- 選曲：渡辺勇之助
- スタジオ技術：東通
- 製作協力：時空工房

### 中期
オープニングCG：卵状の球体から文字が飛び出して、番組タイトルを形成する。
- 音楽：藤村春水
- 企画：篠崎敏男
- 構成：村川克信
- 製作：高柳等、長田透
- プロデューサー：秋山征夫、濱しんぎ
- ディレクター：富安格
- 編集：ビデオサンモール
- 美術：金子俊彦、石川典子
- 照明：牛来邦彦、山口武
- ミキサー：伊東忠美
- 選曲：林章雄
- 音効：西山隆司、半藤徹
- 製作協力：NEWS

### 後期
オープニングCG：カメラレンズが何かを映し取るイメージから、番組タイトルを形成する。
- 音楽：服部克久
- 構成：村川克信
- 製作：東條毅
- プロデューサー：三田村泰宏・伊藤輝治
- ディレクター：富安格
- 編集：西川豊
- VE：石井正法、石和田哲郎
- 美術：加藤昌男、立原英生
- 照明：城戸国男、住谷洋介
- ミキサー：伊東忠美
- 選曲：林章雄
- 音効：中本建
- 製作協力：東放制作、GOLGO

## 放送局
- TBSテレビ及び系列局。一部時差放送の局あり、CS放送のTBSチャンネルでも放送された。
  - CBCテレビでは1985年頃に深夜ローカル番組『クローズアップ'85』の枠内でネットされた。この番組では月1回の割合で自社制作し、あとは本番組のネットだった。その後、1987年10月から1992年9月にかけてキー局同時ネットを行っていた（ただし、月1回の割合で後述の『名古屋発!そこが知りたい』に差し替え）。また、青森テレビ[注 5]やIBC岩手放送などでは、JNN最終のニュース・スポーツニュース終了後に放送していた。中国放送では1985年10月1日からネット開始[3]。
  - 毎日放送では当初は火曜深夜、その後は1984年3月まで月曜深夜に遅れネット。一時期打ち切られるも選抜高等学校野球大会中止時・早終了時の穴埋め等で不定期に放送されることがあった。1990年代からネット再開し、日曜日10:00からの放送。本放送の時間帯では『突然ガバチョ!』→『クイズMr.ロンリー』→『あまからアベニュー』といった自社制作番組を放送しており、本番組のネット局を含む他地域のJNN系列局にもネットされていた。
- 秋田放送（日本テレビ系列、木曜日23:40から）
- 富山テレビ（フジテレビ系列、チューリップテレビ開局に伴い移行）
- 福井放送 (日本テレビ系列・テレビ朝日系列クロスネット、放送時期不明)
- 四国放送（日本テレビ系列、木曜日1:00から）
- テレビ愛媛（フジテレビ系列、深夜に放送していた。あいテレビ開局に伴い移行）
- KIKU-TV：ハワイ州ホノルル（1990年代から2017年まで放送された[4]。その後、後継番組として"Soko ga Japan"[5]というタイトルでBS-TBSの美しい日本に出会う旅を放送した[6]。現地時間月‐金 19:00‐など随時変動）
- 放送ライブラリー:放送作品関連を扱う横浜市内にある施設[注 6]

## 系列局制作のローカル版
- チューリップテレビ
  - 富山発そこが知りたい（1993年頃放送）[7]
- 静岡放送
  - 静岡発!そこが知りたい→そこ知り2000!→静岡発そこ知り（2025年時点においても放送中）
- 中部日本放送
  - 名古屋発!そこが知りたい→名古屋発!新そこが知りたい
  - そこが知りたいBEST
  - そこが知りたい 特捜!板東リサーチ
- 北陸放送
  - 金沢発・そこが知りたい（1992年10月以降、月一回）

青森テレビは本番組放送当時は『ひとつ屋根の下』や『あすなろ白書』といった月9作品などフジテレビのドラマの遅れ放送に差し替えていたため遅れネットであったが本番組終了から10年後の2007年よりコンセプトとは異なる内容だが「青森の!そこが知りたい」を放送。